# 6 giorni delle Rose 2006
La 6 giorni delle Rose 2006, nona edizione della corsa, si svolse dal 1º al 6 giugno 2006 al velodromo di Fiorenzuola d'Arda. Venne vinta dalla coppia formata dallo svizzero Franco Marvulli e dall'italiano Marco Villa.

## Classifica (Top 10)
| Pos. | Corridori                            | Punti        |
| ---- | ------------------------------------ | ------------ |
| 1    | Franco Marvulli & Marco Villa        | 207          |
| 2    | Marc Hester & Samuele Marzoli        | 309 a 1 giro |
| 3    | Sebastián Donadio & Mauro Richeze    | 270          |
| 4    | Martin Liska & Joseph Zabka          | 141          |
| 5    | Martin Blaha & Petr Lazar            | 121          |
| 6    | Roland Garber & Giuseppe Atzeni      | 167 a 2 giri |
| 7    | Oleksandr Klymenko & Vasyl' Jakovlev | 46 a 3 giri  |
| 8    | Ivan Quaranta & Dean Edwards         | 112 a 4 giri |
| 9    | Volodymyr Rybin & Ljubomyr Polatajko | 55           |
| 10   | Francesco Giuliani & Daniele Menaspà | 96 a 5 giri  |